# Kristineberg (Malmö)
Kristineberg is een plaats in de gemeente Malmö in het landschap Skåne en de provincie Skåne län in Zweden. De plaats heeft 1076 inwoners (2005) en een oppervlakte van 64 hectare. De plaats is deelgebied van het stadsdeel Oxie een van de tien stadsdelen waarin de gemeente Malmö is op gedeeld. Dit deelgebied had in 2013 een 1818 inwoners.

## Verkeer en vervoer
- Bij de plaats lopen de E6/E20/E22, E65 en Länsväg 101.
- Door de plaats loopt de spoorlijn Malmö - Trelleborg zonder station.

## Foto's

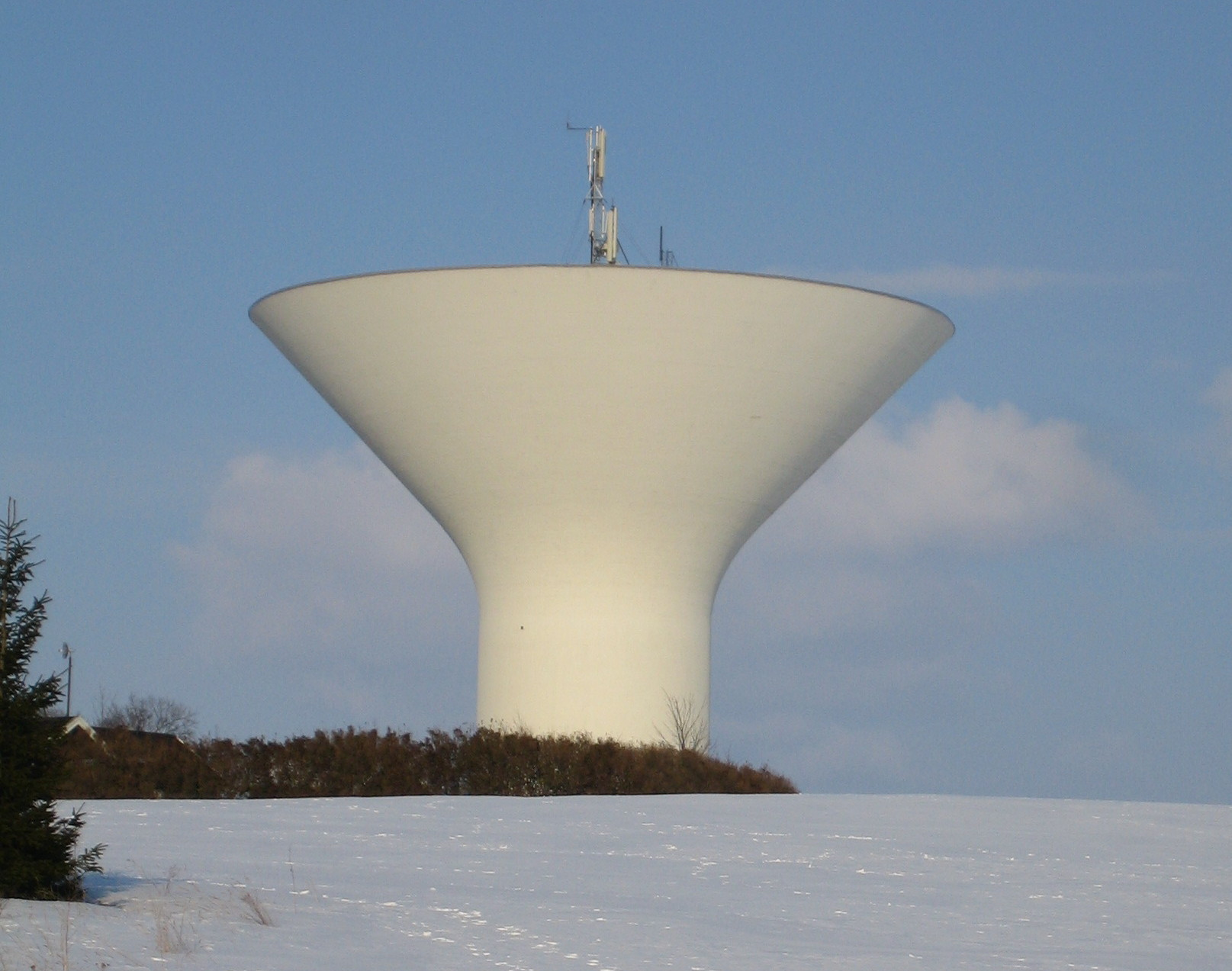
Watertoren